# Mallrat
Grace Kathleen Elizabeth Shaw (Brisbane, Australia, 25 de septiembre de 1998), conocida profesionalmente como Mallrat, es una cantante, músico y rapera australiana de Brisbane. Mallrat ha lanzado tres EP: Uninvited (2016), In the Sky (2018) y Driving Music (2019). También lanzó su álbum debut de estudio de larga duración titulado Butterfly Blue (2022) en mayo de 2022 con gran éxito de crítica. En 2019, sus temas "Groceries" y "UFO" se ubicaron en el número 7 y 70, respectivamente, en el Triple J Hottest 100 de 2018,  en 2020, "Charlie" y "Nobody's Home" se ubicaron en el número 3 y 59, respectivamente, en el Triple J Hottest 100 de 2019 y en 2021, "Rockstar" ocupó el puesto 13 en el Triple J 100 Hottest de 2020.

## Vida
Grace Kathleen Elizabeth Shaw nació el 25 de septiembre de 1998 en Brisbane. Asistió a la Escuela Estatal de Ascot de 2004 a 2010 y al Clayfield College de 2011 a 2015. Shaw comenzó a escribir música cuando era estudiante de secundaria, ya que comenzó a hacer música cuando tenía 11 años, lanzando música por primera vez en 2014.

## Carrera Musical

### 2015-2016: Primeros años
El nombre 'Mallrat' se deriva de la canción de 2012 "Mallrats (La La La)" de la banda estadounidense de punk The Orwells. Shaw lanzó su sencillo debut oficial, "Suicide Blonde", producido por Tigerilla, bajo el nombre de Mallrat el 23 de julio del 2015. Este sencillo se incluiría más tarde en su EP debut, Uninvited, que grabó en su último año de secundaria.

### 2017-2021: Fichaje por sellos discográficos, In the Sky y Driving Music
Mallrat actuó en Splendor in the Grass en el 2017 y junto a artistas como Peking Duk y Allday. Luego firmó con el sello canadiense Nettwerk Records y el sello australiano Dew Process. A principios del 2017, Mallrat apoyó a Peking Duk en su gira 'Clowntown'. En octubre de ese año, Mallrat lanzó su sencillo "Better", seguido de "UFO" con Allday en febrero del 2018 y "Groceries" en junio de ese año. Las tres pistas aparecieron en su segundo EP, In the Sky, que se lanzó en junio de ese año. En 2018-2019, Mallrat apoyó a Maggie Rogers en Europa en su gira mundial 'Heard It In A Past Life'. En enero de 2019, Mallrat anunció su gira nacional principal con Basenji, Kota Banks y Nyne como teloneros. Más tarde ese mes, "Groceries" y "UFO" se ubicaron en el número 7 y 70, respectivamente, en el Triple J Hottest 100 de 2018.
En agosto del 2019, Mallrat lanzó "Charlie", el sencillo principal de su tercer EP Driving Music, que se lanzó en septiembre de ese año. El EP alcanzó el puesto número 10 en las listas ARIA. En diciembre de ese año, NME incluyó "Uninvited", una canción del álbum de 2016 Uninvited, como una de las mejores canciones de la década de 2010, en el número 91. En enero de 2020, "Charlie" y "Nobody's Home" con Basenji se colocaron en el número 3 y 59, respectivamente, en el Triple J Hottest 100 de 2019. En enero de 2021, el sencillo de Mallrat "Ro ckstar" ocupó el puesto 13 en el Triple J Hottest 100 de 2020.

### 2022: Butterfly Blue
Publicó Butterfly Blue el 4 de febrero del 2022. Mallrat lanzó "Your Love" el 2 de marzo de ese año. También  lanzó "Teeth" y anunció el lanzamiento de su álbum de estudio debut, Butterfly Blue. El álbum alcanzó el puesto número 6 en las listas ARIA. En junio del 2023, lanzó una canción con la artista neozelandesa Benee llamada "Do It Again", que sirve como canción oficial de la Copa Mundial Femenina de la FIFA 2023.

### Estilo de música
Shaw enumera sus influencias como una mezcla de bandas y artistas que incluyen a Grimes, Skrillex, Sophie, Courtney Barnett y su influencia más destacada, Allday..

## Discografía

### Álbumes
| Título         | Detalles                                                                                             | posiciones más alta |
| Título         | Detalles                                                                                             | AUS                 |
| -------------- | --- | ------------------- |
| Butterfly Blue | - Lanzado: 13 de mayo de 2022 - Etiqueta: Dew Process - Formato: Digital download, streaming, CD, LP | 6                   |